# Ammothea hedgpethi
Ammothea hedgpethi är en havsspindelart som först beskrevs av Utinomi, H., och fick sitt nu gällande namn av  1959. Ammothea hedgpethi ingår i släktet Ammothea och familjen Ammotheidae. Inga underarter finns listade i Catalogue of Life.